# Festival d'Angoulême 2014
Le 41e festival international de la bande dessinée d'Angoulême s'est tenu du 30 janvier au 2 février 2014. Il était présidé par Willem, vainqueur du Grand Prix l'année précédente.

## Affiche
Pour l'affiche de l'édition, Willem transforme le O d’Angoulême en œil géant autour duquel se déploie une spirale de personnages et d'animaux.

## Palmarès

### Grand prix de la ville
Le Grand prix de la ville d'Angoulême est décerné à Bill Watterson, créateur de Calvin et Hobbes.

### Prix officiels

#### Palmarès officiel (Fauves d'Angoulême)
- Fauve d'or : Alfred, Come Prima, Delcourt
- Prix du public Cultura : Chloé Cruchaudet, Mauvais Genre, Delcourt
- Prix spécial du jury :  Rutu Modan, La Propriété, Actes Sud BD
- Prix de la série :  Ted Stearn, Fuzz & Pluck t. 2 : Splitsville, Cornélius
- Prix révélation (ex aequo) :  Peter Blegvad, Le Livre de Léviathan, L'Apocalypse
- Prix révélation (ex aequo) :  Derf Backderf, Mon ami Dahmer, Çà et là
- Prix Jeunesse : Aurélie Neyret et Joris Chamblain, Carnets de Cerise t. 2 : Le Livre d'Hector, Soleil
- Prix du patrimoine :  Herr Seele et Kamagurka, Cowboy Henk, Frémok
- Prix Polar :  Rodguen et Wilfrid Lupano, Ma révérence, Delcourt
  - « Mention Spéciale du jury » pour Benjamin Adam, Lartigues et Prévert, Éditions de la Pastèque[1]
- Prix de la bande dessinée alternative :  Fanzine carré, Hécatombe

#### Grand Jury
Ce jury décerne les prix liés aux sélections officielle et patrimoine 
- Willem (président)
- Jean-Pierre Fuéri (journaliste)
- Samuel Le Bihan (acteur)
- Jean-Claude Loiseau (journaliste)
- Lisa Mandel (auteur)
- Catherine Meurisse (auteur)
- Denis Robert (journaliste)

#### Compétition officielle
Comme les années précédentes, les albums en compétition officielle sont regroupés en plusieurs sélections :
- la sélection officielle de 35 albums (Fauve d'or, Prix spécial du jury, Prix de la série, Prix révélation)
- la sélection patrimoine de dix albums (Prix du patrimoine)
- la sélection jeunesse de douze albums (Prix Jeunesse)
- la sélection polar de cinq albums (nouveauté de l'édition 2013, Prix Polar).

##### Sélection Officielle
- David Aja, Javier Pulido (dessin) et Matt Fraction (scénario), Hawkeye t. 1 : Ma vie est une arme, Panini Comics
- Alfred, Come Prima, Delcourt
- Derf Backderf, Mon ami Dahmer, Çà et là
- Alison Bechdel, C'est toi ma maman ?, Denoël graphic
- Peter Blegvad, Le Livre de Léviathan, L'Apocalypse
- Cosey, Jonathan t. 16 : Celle qui fut, Le Lombard
- Chloé Cruchaudet, Mauvais genre, Delcourt
- Étienne Davodeau, Le Chien qui louche, Futuropolis
- Fabcaro, Carnet du Pérou, 6 Pieds sous terre
- Marion Fayolle, La Tendresse des pierres, Magnani
- Jacques Ferrandez (d'après Albert Camus), L'Étranger, Gallimard
- Benjamin Flao, Kililana Song t. 2, Futuropolis
- Tom Gauld, Goliath, L'Association
- Carlos Giménez, Les Temps mauvais t. 1 : Madrid 1936-1939, AUDIE, coll. « Fluide glacial »
- Richard Guérineau (d'après Jean Teulé), Charly 9, Delcourt
- Satoshi Kon, Opus, IMHO
- Joseph Lambert, Annie Sullivan & Helen Keller, Çà et là / Cambourakis
- Hajime Isayama, L'Attaque des Titans, t. 1, Pika Édition
- Liniers, Macanudo t. 4, Éditions de la Pastèque
- Jaime Martín, Les Guerres silencieuses, Dupuis
- Max, Vapor, L'Apocalypse
- Mezzo et Pirus, Le Roi des mouches t. 3 : Sourire suivant, Glénat
- Rutu Modan, La Propriété, Actes Sud BD
- Pascal Rabaté, Fenêtres sur rue, Soleil
- Christian Rossi et Laurent-Frédéric Bollée, Deadline, Glénat
- Éric Sagot et Fabien Vehlmann, Paco les mains rouges, t. 1 : La Grande Terre, Dargaud
- Fuyumi Soryo, Cesare t. 1, Ki-oon
- Fiona Staples et Brian K. Vaughan, Saga t. 1, Urban Comics
- Ted Stearn, Fuzz & Pluck t. 2 : Splitsville, Cornélius
- Hervé Tanquerelle et Appollo, Les Voleurs de Carthage, t. 1 : Le Serment du Tophet, Dargaud
- Hervé Tanquerelle et Gwen de Bonneval, Et autres racontars t. 3 : Un petit détour et autres racontars, Sarbacane
- Tetsuya Toyoda, Goggles, Ki-oon
- Bastien Vivès (dessin et scénario), Michaël Sanlaville (dessin) et Balak (scénario), Lastman t. 1, Casterman
- Nicolas Wild, Ainsi se tut Zarathoustra, La Boîte à bulles
- Winshluss, In God We Trust, Les Requins marteaux

##### Sélection Patrimoine
- Mark Beyer, Amy et Jordan, Cambourakis
- Ernie Bushmiller, Nancy. 1943-1945, Actes Sud, coll. « Éditions de l'an 2 »
- Yves Chaland, Spirou par Yves Chaland, Dupuis
- Robert Crumb, Fritz the Cat, Cornélius
- D'après Luo Guanzhong, Les Trois Royaumes, Éditions Fei
- Kamagurka et Herr Seele, Cowboy Henk, Frémok
- Susumu Katsumata, Poissons en eaux troubles, Le Lézard noir
- Jack Kirby (dessin) et divers scénaristes, Jack Kirby Anthology, Urban Comics
- Harvey Kurtzman (scénario) et divers dessinateurs, Frontline Combat, t. 2, Akileos
- Sylvie Rancourt, Mélody, Ego comme x

##### Sélection Jeunesse
- Isabelle Arsenault et Fanny Britt, Jane, le Renard et Moi, Éditions de la Pastèque
- Bruno Dequier, Louca t. 1 : Coup d'envoi, Dupuis
- Renaud Farace et Olivier Philipponneau, Détective Rollmops, The Hoochie Coochie
- Christophe Ferreira et Richard Marazano, Le Monde de Milo t. 1, Dargaud
- Ben Hatke, Zita, la fille de l'espace, t. 1, Rue de Sèvres
- Joël Jurion et Antoine Ozanam, Klaw t. 1 : Éveil, Le Lombard
- Chūya Koyama, Space Brothers t. 1, Pika Édition
- Marc Lechuga et Nicolas Pothier, Walhalla t. 1 : Terre d'écueils, Treize étrange
- Ulysse Malassagne, Kaíros t. 1, Ankama
- Fabien Mense et Olivier Milhaud, Agito Cosmos t. 2 : Pro humanitae, Glénat
- Aurélie Neyret et Joris Chamblain, Carnets de Cerise t. 2 : Le Livre d'Hector, Soleil
- Paul Pope, Battling Boy t. 1, Dargaud

##### Sélection polar
- Benjamin Adam, Lartigues et Prévert, Éditions de la Pastèque
- Brüno et Fabien Nury, Tyler Cross, Dargaud
- R. M. Guéra et Jason Aaron, Scalped t. 8 : Le Prix du Salut, Urban Comics
- Rodguen et Wilfrid Lupano, Ma révérence, Delcourt
- Simon Roussin, Heartbreak Valley, 2024

### Autres prix du festival
- Prix de la bande dessinée chrétienne : Christophe Hadevis, Quelques écorces d’oranges amères, Emmanuel.

## Déroulement du festival

### Expositions
- Gus Bofa, l'adieu aux armes
- Exposition Corée : fleurs qui ne se fanent pas
- En chemin elle rencontre...
- Ernest & Rebecca
- 80 bougies pour Le Journal de Mickey
- Les Légendaires
- Mafalda, une petite fille de 50 ans
- 10 ans de bonheur selon Misma
- Tardi et la Grande Guerre
- Du Transperceneige à Snowpiercer
- Willem, ça c'est de la bande dessinée !

### Rencontres
- Rencontres internationales
  - Alison Bechdel 
  - Peter Blegvad 
  - François Boucq 
  - Hermann 
  - Li Kunwu 
  - Suehiro Maruo 
  - Pat Mills 
  - Rutu Modan 
  - Quino 
  - Jean-Marc Rochette 
  - Christian Rossi 
  - Dash Shaw 
  - Patrick Sobral 
  - Joost Swarte 
  - Willem
- Les Rencontres du nouveau monde
- Les Rencontres dessinées
- Les Conférences du conservatoire
- Les Rencontres numériques
- Carte blanche à Lisa Mandel : les hommes et la BD
- Les Rencontres lycéennes
- Les Rencontres de la sélection officielles

### Spectacles
- Concerts de dessin
- Concert de Barbara Carlotti illustré par Christophe Blain

### Événements
- L'Histoire de la page 52 : projection du film documentaire d'Avril Tembouret consacré au travail de Jean-Claude Mézières et Pierre Christin sur la page 52 de l'album de Valérian et Laureline Souvenirs de futurs.